# Centre national du cinéma et de l'image
Le Centre national du cinéma et de l'image (CNCI) est un établissement public tunisien qui a pour mission l'élaboration et la mise en œuvre de politiques publiques en matière de cinéma et d'animation et la promotion de l'industrie cinématographique en finançant directement la création, la production et la diffusion d'œuvres cinématographiques et audiovisuelles ainsi que l'organisation des métiers liés à ces domaines.

## Création
Le CNCI est créé en 2011 en vertu du décret-loi no 2011-86 sous la forme d'un établissement public à caractère non administratif placé sous la tutelle du ministère de la Culture et qui jouit de l'autonomie financière et de la personnalité morale.

## Objectifs
Les principaux objectifs du CNCI sont les suivants :
- Mieux structurer l'industrie cinématographique tunisienne ;
- Soutenir financièrement l'industrie cinématographique tunisienne ;
- Accroître la diversité de l'offre et améliorer les conditions de diffusion et l'accès à des œuvres cinématographiques ;
- Promouvoir le cinéma tunisien à l'échelle internationale ;
- Inciter les entrepreneurs dans le domaine culturel à investir dans des projets de salles de cinéma ;
- Protéger le fond de la Cinémathèque tunisienne notamment grâce à la numérisation et à l'indexation ;
- Soutenir les associations, les clubs et les festivals œuvrant dans le domaine du cinéma ou de l'image animée.

En 2017, il élabore un guide en trois langues présentant 246 longs métrages tunisiens réalisés à partir de 1967. En 2020, il organise des webinaires en partenariat avec l'École supérieure de l'audiovisuel et du cinéma et l'Institut supérieur des arts multimédia de La Manouba,.

## Organisation
L'organisation du CNCI et ses modalités de fonctionnement sont fixées par le décret no 2012-753 du 2 juillet 2012. Le CNCI comprend :
- un directeur général, nommé par décret sur proposition du ministre de la Culture pour un mandat de trois ans renouvelable une fois ;
- un conseil des orientations stratégiques et de la prospection, chargé de contribuer à l'élaboration et à l'évaluation des programmes et des plans d'action visant à développer les activités et les professions du cinéma et de l'image animée ;
- un conseil d'établissement, chargé d'examiner et de donner son avis sur la gestion du CNCI.

Les locaux situés au sein de la Cité de la culture à Tunis englobent, en plus du siège administratif, trois salles de cinéma, une cinémathèque équipée d'une bibliothèque, un espace d'incubation pour les opérateurs du secteur du digital et les locaux des Journées cinématographiques de Carthage.

## Directeurs
| Directeurs généraux | Période                    |
| ------------------- | -------------------------- |
| Adnane Khedher      | septembre 2012-juin 2015   |
| Fathi Kharrat       | juin 2015-juillet 2017     |
| Chiraz Latiri       | juillet 2017-novembre 2019 |
| Sonia Chamkhi       | janvier-mars 2020          |
| Slim Dargachi       | depuis mars 2020           |